# Pterygodium platypetalum
Pterygodium platypetalum é uma espécie de orquídea terrestre, originária do Cabo Ocidental, na África do Sul. É a única espécie deste gênero que habita áreas mais elevadas, em meio à vegetação arbustiva das encostas das montanhas.
São plantas de raízes com tubérculos ovóides, com caules robustos e folhas grandes e macias. A inflorescência é terminal com flores desépala dorsal disposta jundo às pétalas formando um conjunto elmiforme, as laterais bem abertas horizontalmente. O labelo tem estrutura complicada, e a coluna contém duas polínias. As flores secretam óleo, recolhido por abelhas rediviva, da família Melittidae que nesta atividade polinizam as flores ao levarem as polínias em sua pernas.